# Boyeria sinensis
Boyeria sinensis – gatunek ważki z rodziny żagnicowatych (Aeshnidae). Występuje w południowych Chinach.